# Jaguari
Jaguari é um município do estado do Rio Grande do Sul, no Brasil.

## Etimologia

Jaguari: de îaguara, onça, e 'y, rio. Ambos os termos estão em relação genitiva, o que dá a ideia de origem, pertencimento, e enseja a inversão dos termos (conforme indicam as setas).

O nome Jaguari deriva de Jaguar-Y, Jaguar é a onça pintada, que vivia em grande número ali e Y é a palavra correspondente em guarani a rio, logo, Jaguari significa Rio do Jaguar. Os espanhóis conheciam a região como "Monte Grande". "Monte" em espanhol equivale a "mato", então seria algo como "mato grande" ou "floresta expeça", já que até o início da colonização a região era coberta por densas floresta.

## História

Mapa das reduções e missões gaúchas, mostrando todas as reduções, inclusive São Tomé, São Miguel, São José e São Cosme na bacia do Ibicuí.

### Origem
Por voltado século XVII a região do atual Jaguari integrava a região do Tape (que significa "povoação grande"), habitado principalmente por Índios Guaranis que viviam do cultivo de mandioca, milho, e outros grãos, que foram descritos pelo Capitão José de Saldanha assim: "Os Tapes tem as ventas dos narizes grandes e como inchadas, as faces altas e cheias, os cabelos somente no extremo da barba, e no beiço superior. Não são de estatura muito alta, e as mulheres quase do mesmo tamanho que eles, e maiores que os Minuanos."
O Tape não recebeu o trabalho dos jesuítas até pelo menos 1626. Em março deste ano, o padre Roque González de Santa Cruz percorreu o Rio Ibicuí até chegar próximo à foz do Rio Jaguari. Naquele local ele encontrou a aldeia do poderoso Cacique Tabacã, onde foi bem recebido pelos locais. Ali ele ergueu uma alta cruz e uma capela de pau a pique, dedicada a Nossa Senhora da Candelária, mas que não durou muito, já que o padre foi nomeado superior das missões da bacia do Uruguai.
Nunca se esqueceu daqueles índios, e em maio daquele ano voltou para lá, mas tanto a cruz como a capela haviam sido destruídas e Roque fundou uma nova Candelária em Itaiacecó(a localização desta é incerta, mas seria aproximadamente onde atualmente se localiza a cidade de São Martinho da Serra). Não conseguiu sucesso ali também, e ficou sabendo que alguns índios tramavam assalta-lo, subiu até o Rio Piratinim, onde fundou a redução de São Nicolau, a primeira dos Sete Povos das Missões.
As ações no Tape só voltaram em 1632, ano da fundação de São Tomé. Comandados pelo Padre Pedro Romero, o superior das reduções do Uruguai, os padres Nöel Bertot e Luís Ernot se encontraram com Cristóvão de Mendoza e Paulo Benavidez, que vinham das Missões, das terras do cacique Guaimica, um povoado de 400 habitantes. Assim foi fundado a 13 de junho de 1632 a redução de São Tomé, a primeira a vingar na bacia do Rio Ibicuí e no Tapes.

### Reduções
São Tomé: No primeiro ano de existência da redução, havia aproximadamente 400 pessoas vivendo ali, a maioria indígenas, e conforme relata o Padre Bertot, cresceu para 1.400 pessoas, mais famílias iam chegando para ali, com 900 crianças já na escola. Os padres Bertot e Ernot seguiam como responsáveis da redução, já quase um povoado, tendo batizado mais de 3.000 pessoas ali.
Antes mesmo de completar 2 anos de existência, a redução já contava com 1.800 habitantes. 70 casamentos haviam sido realizados, e aos poucos os indígenas iam abandonando a poligamia para terem apenas uma esposa. É referido pelo padre Bertot também um índio, cacique, que desejava ser batizado com o nome de Roque, em homenagem a Roque González. Os padres também criaram uma orquestra para os indígenas, dentre os quais, um foi selecionado maestro por seu talento.
O padre também conta em seus relatos de uma "peste" que levou 770 crianças e 160 adultos à morte. Também houve duas invasões de jaguares, muito comuns no local, que atacavam e matavam dezenas de habitantes, fazendo com que muitos voltassem as práticas pagãs.
Haviam também outras três reduções nas bacia do Ibicuí, importantes para entender Jaguari:
São Miguel: São Miguel foi por muito tempo considerada fundada também nas margens do Rio Jaguari, mas sabe-se que se localizava a 13 léguas( aproximadamente 68 km) de São Tomé, longe do povoado, na localidade de Itaiacecó, perto da redução de Candelária(a segunda, citada acima) que antigamente se localizava em Jaguari, e talvez dai vem a confusão.
Alguns dias após a fundação de São Tomé, os padres Romero, Mendoza e Benavidez partiram dali para, segundo o pesquisador Aurélio Porto, a margem esquerda do Rio Ibicuí. O lugar era uma grande aldeia de umas 5.000 pessoas, "gente dócil e de boa condição, prontos para receber a semente do evangelho". Foi construída uma igreja de pau a pique. O cacique principal da redução era Guaimica. O padre Cristóvão de Mendonza foi designado para outros trabalhos no Tapes após um tempo e foi substituído pelo padre Paulo Benavidez e depois pelo padre Manuel Bertot.
São José: Fundada a aproximadamente sete léguas (34 km) de São Tomé, no caminho para São Miguel, entre o Rio Toropi e o Jaguari alguns meses depois de São Tomé. Como não haviam padres, os padres Luiz Ernot e Nöel Bertot se revezavam. Construíram uma igreja e casa, e iam alternativamente a cada mês batizar as crianças ou tratar os doentes.
Os índios já estavam cansados daquela situação, que durava um ano já. Decidiram então enviar seus caciques para falar com o superior, que estava viajando pela região, com o objetivo de exigir um padre responsável. Quando estavam na viagem, encontraram o padre José Cataldino, que já havia sido designado para a redução. Haviam 350 família vivendo na redução, havia uma igreja e também já estava sendo construída uma casa do Padre. Também havia um curral para vacas, que se esperava receber e algumas sementeiras.
O padre Bertot conta que os índios aceitavam bem o cristianismo contando que "tocando o sino, saiam logo de suas casas para entrar na igreja, e era tal a pressa a que alguns se davam que deixavam os seus companheiros e saiam correndo, e entres outros um menino quis correr com tal ímpeto que, tropeçando, na carreira, caiu e feriu-se gravemente, do que veio a morrer.". Após um ano de existência haviam 600 famílias onde as crianças começavam a ler, cantar e dançar.
São Cosme: Fundada à margem direita do Rio Ibicuí em 24 de janeiro de 1634, próximo de São Martinho. O responsável era o padre Adriano Formoso, conhecido como Crespo, que havia reunido 1.000 famílias no início, e em 1637  aumentava para 2.200. A redução sofreu com peste e fome, e os índios voltaram a acreditar nos "Aipicarés", feiticeiros locais, e fugiram dali. Abandonado, o padre Crespo continuou ali cuidando das lavouras, na esperança de que quando os índios voltassem, não sentissem fome.

### Invasões Bandeirantes
Aproximadamente em 1638, 600 pessoas chegaram em São Tomé vindas de São José, buscando refúgio dos "mamelucos", como eram chamados os Bandeirantes. A partir daí se criou o boato de que os cristãos foram derrotados e os mamelucos estavam chegando para invadir São Tomé também. Criou-se um pânico geral. Começaram a carregar canoas com tudo o que conseguiam e fugiram dali sob o comando do cura da redução, padre Bertônio, queimando quase tudo ali para não deixar refúgio aos Bandeirantes. Os habitantes chegaram até o outro lado do Ibicuí e fundaram uma nova redução, também chamada São Tomé, que originou a cidade argentina de Santo Tomé.
Também em 1638 chegou a São Miguel o padre Orégio, vindo da redução de Santa Ana, perto de Cachoeira. Vinha fugindo dos mamelucos também e estava a caminho do Rio Uruguai, mas acabou se perdendo dos outros na floresta por alguns dias. Os habitantes de São Miguel migraram para o outro lado do Uruguai, em Conceição, na atual Argentina, voltando só em 1687, onde fundaram a nova São Miguel.
A população de São José e a de São Tomé que permaneceram nas reduções acabaram sendo massacradas pelos Bandeirantes liderados por Raposo Tavares, que prendeu milhares de índios e destruiu as aldeias em meados de 1638.
No final, praticamente todas as reduções foram arrasadas ou abandonadas, o gado se multiplicou pelos campos do estado e se tornaram selvagem, e assim se encerrava o primeiro ciclo jesuítico no território gaúcho em 1640.

## Símbolos

### Brasão
O brasão foi desenvolvido pelo gabinete Geocartográfico SAGRAS de Porto Alegre em 1963 e foi instituído pela lei municipal 586/63.
Em cima há uma coroa com quatro torres, representando os quatro distritos da cidade. Contém um escudo dividido em quatro partes contendo em sentido horário: Um jaguar, que dá o nome ao município. O cruzeiro do sul em um fundo azul. Três linhas onduladas em um fundo azul musgo, que representa a terra arada, a agricultura, base da economia do município. Essas três partes são separadas da quarta por uma linha ondulada azul, que representa o Rio Jaguari, o rio mais importante e que corta a cidade. A quarta parte é uma cruz missionária vermelha e duas flechas indígenas, que representam os primeiros habitantes do território, os guaranis e os jesuítas, que fundaram a redução de São Tomé aqui. Do lado esquerdo do escudo há um cacho de arroz, e na direita um ramo de fumo, símbolos da agricultura do município. Em baixo há dois cachos de uva, também símbolo da agricultura local, e uma faixa que se lê "1632 - PELA PÁTRIA - 1920". 1632 é o ano de fundação da redução de São Tomé, considerado o nascimento do que hoje se conhece como Jaguari. "Pela Pátria" é o lema da cidade e 1920 é o ano de emancipação política do município.

## Geografia
O município se localiza na latitude 29°29'49.22" sul e na longitude 54°41'28.59" oeste e tem uma área total de 675,314 km², sendo o 1979º maior do Brasil e o 93º do Rio Grande do Sul. Sua área urbana tem aproximadamente 8,4 km².
A elevação do centro da cidade é em média 120 metros, sendo o pico mais alto do município o Serro do Chapadão, com 430 metros de altura. É banhado por dois rios: o Rio Jaguarizinho e o Rio Jaguari. A área urbana além de ser banhada pelo Rio Jaguari, também é cortada pela Sanga do Curtume.
A população pelo Censo de 2010 era de 11.283 pessoas, mas pela estimativa da população de 2021 é a de 10.684, uma queda de 5,3%. Desde 1950 a cidade perdeu 7 264 habitantes ou 38,76%, em média 7.62% ao ano, com a maior queda no período de 1980/1991, com uma queda de 3 200 pessoas, quando parte do então distrito de Nova Esperança se emancipou e se tornou o município de Nova Esperança do Sul em 1988.
| 1950   | 1960   | 1970   | 1980   | 1991   | 2000   | 2010   | 2022   |
| ------ | ------ | ------ | ------ | ------ | ------ | ------ | ------ |
| 18 737 | 17 150 | 16 765 | 15 949 | 12 749 | 12 488 | 11 473 | 10 579 |

### Distritos[36]

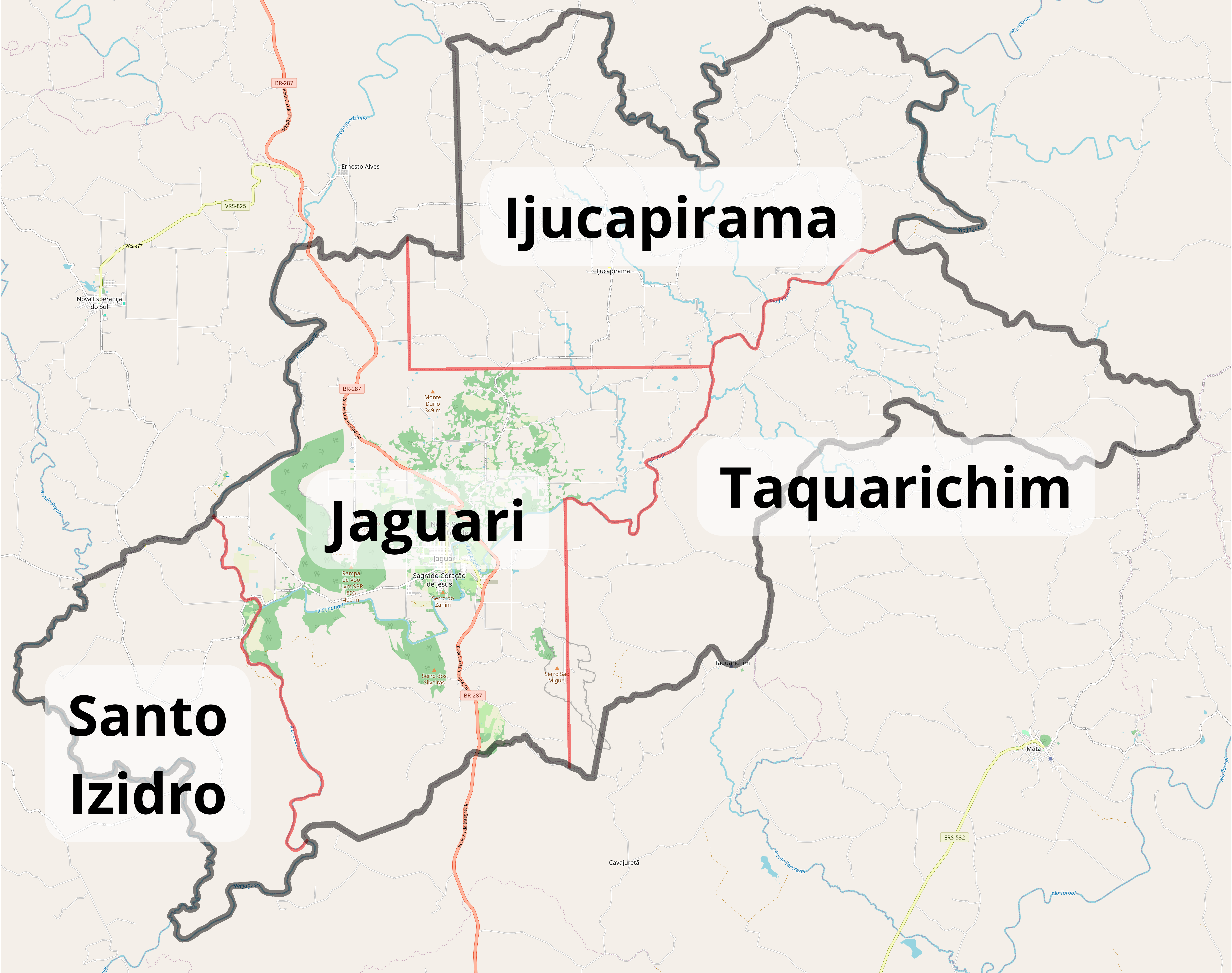
Distritos de Jaguari

O município é dividido em 4 distritos que remontam ao ano de 1920. Até1988 o segundo distrito era Nova Esperança, mas o mesmo foi dividido em dois, dando origem ao município de Nova Esperança do Sul e o atual distrito de Santo Izidro.
| Nº    | Nome         | Área       | População | Densidade     |
| ----- | ------------ | ---------- | --------- | ------------- |
| 1º    | Jaguari      | 229,52 km² | 7759      | 33,80 hab/km² |
| 2º    | Santo Izidro | 88,77 km²  | 218       | 2,45 hab/km²  |
| 3º    | Ijucapirama  | 198,48 km² | 1731      | 8,72 hab/km²  |
| 4º    | Taquarichim  | 158,48 km² | 871       | 5,49 hab/km²  |
| TOTAL | TOTAL        | 675,31 km² | 10579     | 15,67 hab/km² |

### Cidade[36]

#### Ruas
A cidade possui quatro avenidas: Av. Sete de Setembro, Av. Daltro Filho, Av. Severiano de Almeida e Av. Júlio de Castilhos

#### Praças
Pç. Osvaldo Aranha, Pç. Gilson Carlos Reginato, Centro Poliesportivo Guarany e Estádio Municipal dos Eucaliptos

#### Escolas
E.M.E.F. São José, E.M.E.F. Getúlio Vargas, E.M.E.E. Tanara Girardon Julien, E.M.E.I. Tia Mana, E.M.E.I. Doce Encanto e I.E.E. Prof.ª Guilhermina Javorski.

### Bairros

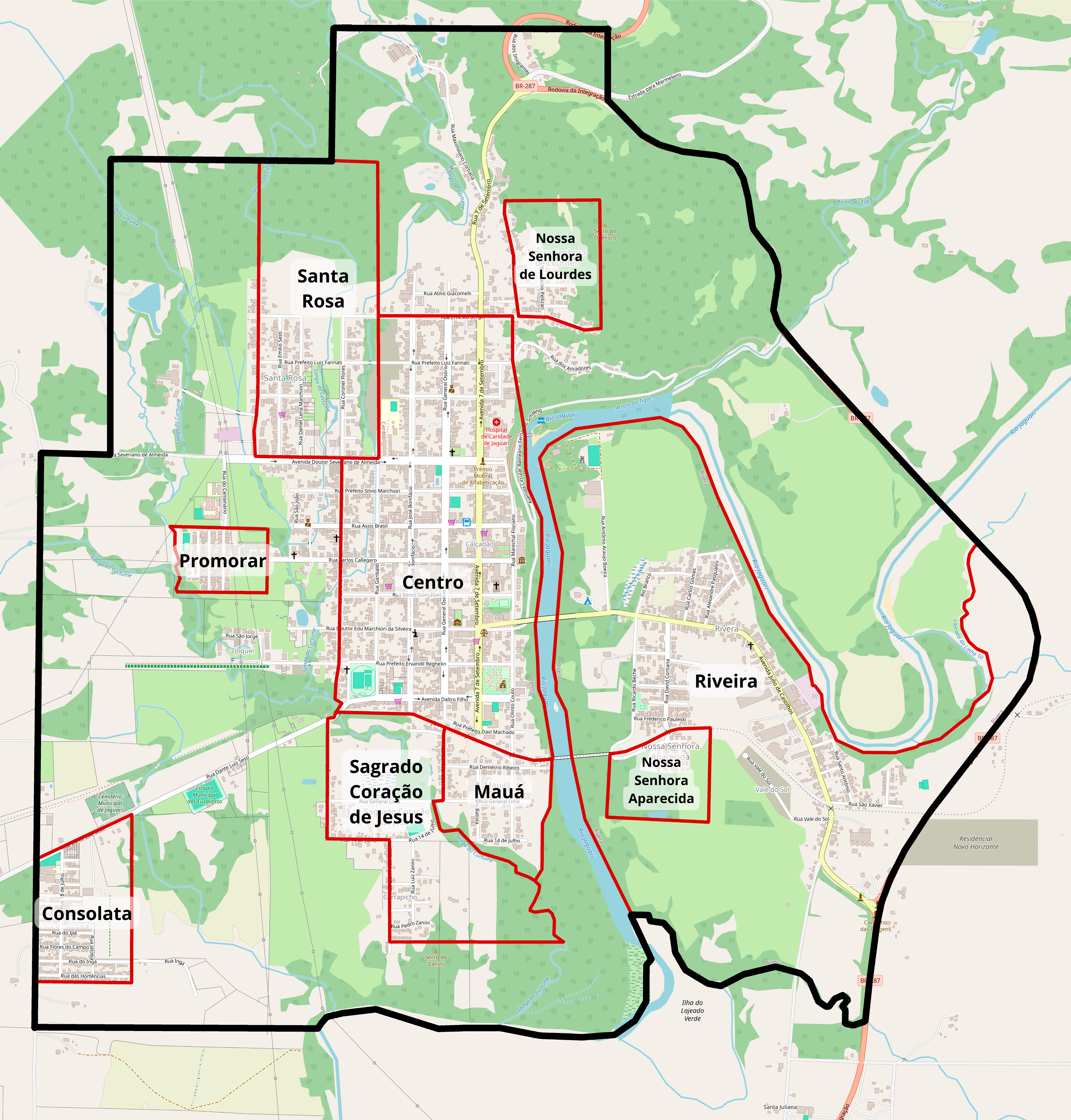
Bairros de Jaguari

A área urbana é dividida em 8 bairros oficiais
| Nome                     | Área      | População | Densidade | Outros nomes        |
| ------------------------ | --------- | --------- | --------- | ------------------- |
| Centro                   | 945,5 m²  | 2095      | 2,22 m²   |                     |
| Santa Rosa               | 455,6 m²  | 460       | 1,01 m²   |                     |
| Sagrado Coração de Jesus | 376,2 m2  | 469       | 1,25 m²   | Carrapicho          |
| Rivera                   | 1677,4 m² | 921       | 0,55 m²   | Outro lado da ponte |
| Promorar                 | 60 m²     | 332       | 5,53 m²   |                     |
| Nossa Senhora de Lourdes | 57,5 m²   | 136       | 2,37 m²   | Obelisco            |
| Nossa Senhora Aparecida  | 22,9 m²   | 124       | 5,41 m²   | Cohab               |
| Mauá                     | 169,3 m²  | 251       | 1,48 m²   |                     |
| Consolata                | 189,8 m²  | 619       | 3,26 m²   | Vila                |
| Área sem bairro          | 4386,6 m² | 939       | 0,21 m²   |                     |
| Área urbana total        | 8340,8 m² | 6346      | 0,76 m²   | Jaguari             |

## Grito do Nativismo Gaúcho
O festival Grito do Nativismo Gaúcho de Jaguari foi um festival nativista realizado no município até o ano de 2012. 

### Vencedores
| Nº  | Ano  | Canção                          | Intérprete                                                 | Presidente                             |
| --- | ---- | ------------------------------- | ---------------------------------------------------------- | -------------------------------------- |
| 1º  | 1987 | Caminhos do Jaguari             | César Passarinho                                           | Daniel Lena Marchiori                  |
| 2º  | 1988 | Pirralho                        | Miguel Marques                                             | João Damásio Cattelan                  |
| 3º  | 1989 | Nonna                           | Antônio Carlos Monte                                       | Edison Bedin                           |
| 4º  | 1990 | Ao Cantor                       | Antônio Gringo                                             | Edison Bedin                           |
| 5º  | 1991 | Terra e Gente                   | Neto Fagundes                                              | Edison Bedin                           |
| 6º  | 1992 | Com o Céu nos Olhos             | Miguel Marques                                             | Antônio Carlos Almeida Boeira          |
| 7º  | 1993 | Canção por Maria                | Hélio Augusto                                              | Marilene Nadalon Bertoncheli           |
| 8º  | 1994 | Vento Sul                       | Neto Fagundes                                              | Antônio Carlos Saran Jordão            |
| 9º  | 1995 | Ruínas                          | Vinícius Brum                                              | Gentil Campara e Marlene Zucco Campara |
| 10º | 1996 | Talvez um Dia                   | Analise Severo                                             | Gentil Campara                         |
| 11º | 1997 | Romance das Casas Brancas       | Vinícius Brum                                              | Orestes Bolzan Bertoncheli             |
| 12º | 1998 | Os da Última Tropa              | Luiz Marenco, Jari Terres, Joca Martins e Fabiano Bachieri | Eudo Callegaro Tambara                 |
| 13º | 1999 | Xucra e Forte                   | Ernesto Fagundes                                           | Eudo Callegaro Tambara                 |
| 14º | 2000 | Trovinha Lunar                  | Loma                                                       | Eudo Callegaro Tambara                 |
| 15º | 2001 | Noite de Ronda                  | César Oliveira                                             | Joceli Antônio Salin                   |
| 16º | 2002 | Sangue Italiano Alma Brasileira | Pirisca Grecco e Luiz Carlos Borges                        | Joceli Antônio Salin                   |
| 17º | 2003 | O Primeiro Verão                | Miguel Marques                                             | Eudo Callegaro Tambara                 |
| 18º | 2004 | Alma de Barro em Madeira        | Ernesto Fagundes e Joca Martins                            | Eudo Callegaro Tambara                 |
| 19º | 2005 | Prisioneiros                    | Maurício Barcelos                                          | Joceli Antônio Salin                   |
| 20º | 2006 | A Palavra Sangra                | Nilton Ferreira                                            | ?                                      |
| 21º | 2010 | Namorado das Rimas              | Jean Kirchoff                                              | Valdecir Cristofari                    |
| 22º | 2011 | A Voz dos Avós                  | Miguel Marques                                             | Maria Helena Callegaro                 |
| 23º | 2012 | A Voz do Amor                   | Nilton Ferreira e Jorge Freitas                            | Valdecir Cristofari                    |

## Comunicações

### Emissoras deRádio
- Rádio Jaguari - 100.1 FM
- Rádio Vale Verde - 87.5 FM

### Emissoras deTelevisão
- RBS TV Santa Maria - Canal 3 HDTV
- Rede Vida - Canal 16 HDTV
- SBT RS - Canal 28 HDTV

### Jornais
- O Jaguar

## Política

### Administração
- Prefeito: Roberto Carlos Boff Turchiello  (2021/2024)[37]
- Vice-prefeito: Lucas Denardi Cattelan (2021/2024)[38]
- Presidente da Câmara: Elenice Cattelan (2024)[39]